# Norbert Juretzko
Norbert Juretzko (* 8. Oktober 1953 in Salzgitter) ist ein deutscher Buchautor. Bekannt wurde er durch seine Enthüllungsbücher über den deutschen Auslandsnachrichtendienst BND, dessen Mitarbeiter er von 1984 bis 1999 war.

## Buchveröffentlichungen und Gerichtsverfahren
Juretzko ist Ko-Autor der Enthüllungsbücher Bedingt dienstbereit (2004) und Im Visier (2006), die sich mit Vorgängen im Bundesnachrichtendienst befassen. In diesem Zusammenhang strengte der BND 2006 ein Verfahren gegen Juretzko wegen Geheimnisverrats an, welches mit einer Niederlage für den Geheimdienst und einem Freispruch des Angeklagten endete.
Ein Gerichtsverfahren um die im Buch aufgestellten Behauptungen endete im November 2004 mit einer außergerichtlichen Einigung zwischen dem Autor und dem Ex-Kanzleramtsminister Bernd Schmidbauer, der zufolge einzelne Passagen aus dem Buch gestrichen wurden.
Vor der Buchveröffentlichung war Juretzko u. a. an der Operation Giraffe beteiligt sowie innerhalb der Sicherheitsabteilung des BND an den Ermittlungen gegen den früheren Abteilungsleiter Volker Foertsch beteiligt gewesen. Dieser war durch Material einer russischen Quelle des BND (Deckname Rübezahl) in den Verdacht geraten, ein Doppelagent des russischen Inlandsgeheimdienstes FSB zu sein. Diese Vorwürfe stammten unter anderem von Juretzko und sollen auch durch Nachforschungen des MAD und des BfV zunächst als fundiert gegolten haben, sich jedoch später als erfunden herausgestellt haben. Der Generalbundesanwalt untersuchte den Fall und stellte am 12. Mai 1998 das Verfahren gegen Foertsch ein, da der Verdacht ausgeräumt sei (§ 170 Abs. 2 StPO). Foertsch wurde 1998 auf eigenen Wunsch vorzeitig, sechseinhalb Monate vor Vollendung des 65. Lebensjahres, in den Ruhestand versetzt.
Juretzko wurde am 21. Januar 2003 wegen Betruges im Zusammenhang mit den angeblich von „Rübezahl“ gelieferten Hinweisen in einem nichtöffentlichen Gerichtsverfahren vom Landgericht München I zu 11 Monaten Haft auf Bewährung verurteilt, weil er während seiner Arbeit für den BND Akten manipuliert hatte und ihm anvertraute Gelder veruntreut hatte. Er selbst bestreitet die Vorwürfe und bezeichnet sie als eine Strafaktion für seine Ermittlungen gegen Foertsch.
Im Zuge einer verwaltungsgerichtlichen Streitsache zwischen dem BND und Juretzko wurden durch einen Richter des Verwaltungsgericht Leipzig am 18. April 2007 auch die Richter aus dem Strafverfahren in München zum Urteil gegen Juretzko befragt. In dem Verfahren ging es um 359.000 Euro, die der BND von ihm zurückgefordert hatte. Am 20. April 2007 stellte das Bundesverwaltungsgericht das Verfahren nach § 92 Abs. 3 VwGO ein.
Im Mai 2006 veröffentlichte Juretzko ein weiteres Enthüllungsbuch über den BND. Unter dem Titel Im Visier wurden zahlreiche weitere Pannen und vermeintliche Peinlichkeiten aus dem Geheimdienstmilieu öffentlich gemacht.
Am 7. Juni 2006 wurde Juretzko nach einem fünf Wochen dauernden Prozess wegen des Vorwurfes des Geheimnisverrates auf gemeinsamen Antrag der Staatsanwaltschaft und der Verteidigung vom Landgericht Berlin freigesprochen. Der BND hatte Juretzko vorgeworfen, in dem Buch Bedingt dienstbereit durch die Veröffentlichung von geheimen Decknamen, geheimen Liegenschaften und geheimen Treffen Dienstgeheimnisse verraten zu haben. Der Vorsitzende Richter der 25. Großen Strafkammer des Landgerichts Berlin warf dem BND vor, das Verfahren unzureichend vorbereitet zu haben. Die Staatsanwaltschaft erklärte, dass erst durch die Verteidigung entlastendes Material beschafft wurde, das dem BND bereits hätte vorliegen müssen. Juretzko wurde von Rechtsanwalt Ferdinand von Schirach verteidigt.

## Kommunalpolitik
Juretzko engagierte sich gegen den Bau des Geflügelschlachthofs in Wietze. Er war Vorsitzender der Bürgerinitiative Wietze für den Erhalt des Aller-Leine-Tals e. V., die sich gegen das Objekt wendet. Er war 39 Jahre lang Mitglied der SPD, verließ diese jedoch und gehört der Partei Die Linke an. Bei den Kommunalwahlen in Niedersachsen am 11. September 2011 kandidierte Juretzko für das Amt des Bürgermeisters der Gemeinde Wietze. Er erhielt 11,4 Prozent der Stimmen und musste sich dem CDU-Kandidaten Wolfgang Klußmann geschlagen geben.

## Privates
Juretzko ist verheiratet. Er ist Vater zweier Söhne und einer Tochter.

## Schriften
- mit Wilhelm Dietl: Bedingt dienstbereit, Ullstein, Berlin 2004, ISBN 978-3-550-07605-3.[7]
- mit Wilhelm Dietl: Im Visier. Heyne-Verlag, München 2006, ISBN 978-3-453-12037-2.